# Ascothorax bulbosus
Ascothorax bulbosus är en kräftdjursart som beskrevs av Heegaard 1951. Ascothorax bulbosus ingår i släktet Ascothorax och familjen Ascothoracidae. Inga underarter finns listade i Catalogue of Life.